# 레니 베니토
레니 베니토(Lenny Venito, 1969년 5월 10일 ~ )는 미국의 배우이다.

## 출연 작품

### 영화
- 머니 몬스터 (2016) - 레니 역

### 텔레비전
- 어글리 베티 (2008)
- 우리동네 외계인 (2012-14)
- 굿 와이프 (2014)